# イヴァン・シーシキン

『イヴァン・シーシキンの肖像』　イヴァン・クラムスコイ画、1880年

イヴァン・イヴァノヴィチ・シーシキン（ロシア語: Иван Иванович Шишкин, Ivan Ivanovich Shishkin, 1832年1月25日 - 1898年3月20日）は、風景画で知られるロシアの画家。移動派にも深く関与した。「イヴァン」は「イワン」、「シーシキン」は「シシキン」「シーシュキン」とも表記される。

## 生涯
シーシキンはヴャトカ県のエラブガの町（現在のタタールスタン共和国内）で生まれ、カザンのギムナジウムを卒業した。モスクワ絵画・彫刻・建築学校で4年間学び、その後サンクトペテルブルクの帝国芸術アカデミーに1856年から1860年の間在籍したが、アカデミー流の授業に飽き足らず、サンクトペテルブルク近郊やヴァラームなどでのスケッチに励んだ。最終年度には首席で卒業して金メダルを得、その褒賞としてヨーロッパでの絵画研究のための奨学金を与えられ、スイスおよびドイツ各地で制作を行っている。5年後ロシアに帰国して芸術アカデミー会員となった。1873年からはアカデミーの絵画の教授となり、死没する1898年までその職にあった。同時にサンクトペテルブルクの高等芸術学校の風景画クラスも担当した。
ヨーロッパからの帰国後、シーシキンは移動派の芸術家サークルの一員となり、同時にロシア水彩画家協会にも入った。ロシアでは芸術アカデミーの官展に参加したほか、1882年モスクワおよび1896年ニジニ・ノヴゴロドでの全ロシア博覧会の美術展、国際博覧会（1867年パリ万博、1878年パリ万博、および1873年ウィーン万博）にも出展している。
ロシアの森林の四季を描いたシーシキンの絵画は、自然に対する分析的研究に基づいた精緻なものであった。詩的で細密な四季の風景、崇高で荒々しい木々や自然、森の中の光や小川、野生の動物や鳥類を描いた彼の風景画は当時から今日に至るまでロシアで非常に人気が高い。シーシキンはサンクトペテルブルクの南にダーチャ（別荘）を構え、風景画を描く拠点としており、代表作のいくつかがここで制作された。また製図家、版画家としても傑出した才能を示した。
1898年、シーシキンはサンクトペテルブルクで絵画の制作中に死去した。

## ギャラリー
|                |  |                |  |            |
| 松林の朝       |  | ライ麦畑       |  | 樫林の雨   |
|                |  |                |  |            |
| 白樺の森の小川 |  | 樫の木々、夕刻 |  | カマ川遠望 |
|                |  |                |  |            |
| 黄金色の秋     |  |                |  |            |